# شيق نخروبي
الشيق النخروبي أو أبو مَرِينا نخروبي (الاسم العلمي: Muraena melanotis) (بالإنجليزية: Honeycomb moray)‏ هو نوع من الأسماك يتبع جنس الموراي من الفصيلة المورايية.